# Antics Telèfons
Els Antics Telèfons o l'Antiga Telefònica és un edifici del municipi de Reus (Baix Camp) inclòs en l'Inventari del Patrimoni Arquitectònic de Catalunya com a Bé Cultural d'Interès Local.

## Descripció
Tot l'edifici correspon a un estil amb certs aires eclèctics i, a més, utilitza elements d'arquitectura clàssica fora d'escala. Tot el conjunt és un bon exemple de l'arquitectura de la postguerra. Presenta una planta baixa i dos pisos. Hi ha un parell de portals d'entrada en els quals se suggereix un timpà sense base. En el seu eix, hi ha una mènsula. Al primer i segon pis del carrer d'Aleus, hi ha sis finestres que li donen un ritme compositiu. Al carrer del Vilar només hi ha tres finestres per planta. Tot el conjunt queda rematat amb una cornisa i amb teula àrab. L'edifici albergava l'antic locutori de la Telefònica a Reus.